# Campo Tures
Campo Tures (Sand in Taufers in tedesco) è un comune italiano di 5 829 abitanti della provincia autonoma di Bolzano in Trentino-Alto Adige. È inoltre un comune mercato
Si trova in val di Tures, a nord di Brunico.

## Geografia fisica

### Territorio
Il comune è suddiviso in alcune frazioni tra le quali spiccano Molini di Tures (Mühlen), piccolo agglomerato di soggiorno, e Caminata (Kematen). Inoltre vi è Moritzen, il centro antico con la chiesa dedicata a San Maurizio. Lungo Campo Tures scorre il torrente Aurino.
Nei pressi del paese si trovano le cascate di Riva (Reinbachfälle), che si possono visitare effettuando una facile passeggiata in mezzo al bosco, partendo dal Bagno Winkel.

### Clima
Dal punto di vista legislativo, il comune di Campo Tures ricade nella "Fascia climatica F" con 3913 gradi giorno, e pertanto è consentito l'accensione dei riscaldamenti tutto l'anno senza limitazioni di orario.
| Molini di Tures       | Mesi       | Mesi       | Mesi       | Mesi      | Mesi      | Mesi      | Mesi      | Mesi      | Mesi      | Mesi       | Mesi       | Mesi       | Stagioni | Stagioni | Stagioni | Stagioni | Anno  |
| Molini di Tures       | Gen        | Feb        | Mar        | Apr       | Mag       | Giu       | Lug       | Ago       | Set       | Ott        | Nov        | Dic        | Inv      | Pri      | Est      | Aut      | Anno  |
| --------------------- | ---------- | ---------- | ---------- | --------- | --------- | --------- | --------- | --------- | --------- | ---------- | ---------- | ---------- | -------- | -------- | -------- | -------- | ----- |
| T. max. media (°C)    | 0,1        | 3,6        | 10,3       | 15,0      | 20,3      | 24,0      | 26,0      | 25,2      | 19,1      | 12,3       | 5,4        | 0,5        | 1,4      | 15,2     | 25,1     | 12,3     | 13,5  |
| T. media (°C)         | −3,8       | −1,2       | 4,2        | 8,5       | 13,4      | 16,8      | 18,5      | 18,0      | 13,0      | 7,8        | 2,1        | −2,8       | −2,6     | 8,7      | 17,8     | 7,6      | 7,9   |
| T. min. media (°C)    | −7,7       | −6,1       | −1,9       | 2,1       | 6,5       | 9,6       | 11,0      | 10,9      | 7,0       | 3,3        | −1,2       | −6,1       | −6,6     | 2,2      | 10,5     | 3,0      | 2,3   |
| T. max. assoluta (°C) | 14 (2013)  | 16 (2012)  | 22 (2012)  | 27 (2012) | 34 (1996) | 35 (2002) | 36 (2010) | 36 (2012) | 29 (2015) | 23 (1997)  | 18 (2004)  | 14 (1998)  | 16       | 34       | 36       | 29       | 36    |
| T. min. assoluta (°C) | −21 (2012) | −22 (2012) | −19 (2005) | −9 (2003) | −2 (1997) | 1 (2001)  | 2 (1993)  | 1 (1993)  | −4 (1995) | −10 (1997) | −14 (1995) | −19 (2005) | −22      | −19      | 1        | −14      | −22   |
| Precipitazioni (mm)   | 33,1       | 23,8       | 36,0       | 52,5      | 88,3      | 105,8     | 116,6     | 112,4     | 85,9      | 80,0       | 55,5       | 40,2       | 97,1     | 176,8    | 334,8    | 221,4    | 830,1 |

## Origini del nome
Mentre "Campo" è l'italianizzazione del tedesco Sand (che in realtà significa "sabbia, arena"), il nome "Tures" (Taufers) è attestato per la prima volta intorno al 1050-1060 come Tufres, Tuvers, Tufers, e Taufers che forse deriva da un termine *tob-, *tub-, *tuf- col significato di "burrone".
Sand stesso è attestato nel 1410 come am Sant e nel 1439 come am Sandt in Tawffers, mentre il Tauferer Feld (piani di Tures) compaiono nel 1334 come Touvererfeld e nel 1360 come Taufferser feld.
In definitiva la traduzione letterale di Sand in Taufers sarebbe "sabbia di Tures" che starebbe ad indicare che la zona era una piana alluvionale e che il torrente Aurino era solito allagare l'area.

## Storia
La storia del paese è strettamente legata ai signori medievali di Taufers, il cui più noto rappresentante era Hugo von Taufers, il quale era legato in particolar modo a re Rodolfo I d'Asburgo. La casata era ligia alla chiesa e feudataria dei principi vescovi di Bressanone.
Tra il 1908 ed il 1957 la località era collegata a Brunico attraverso la ferrovia Brunico-Campo Tures.

### Simboli
Lo stemma di Campo Tures è uno scudo suddiviso orizzontalmente in sei sezioni alternativamente rosse e argento. Sulle prime due sezioni argentate sono presenti tre rombi blu mentre sull'ultima ne compaiono due. 

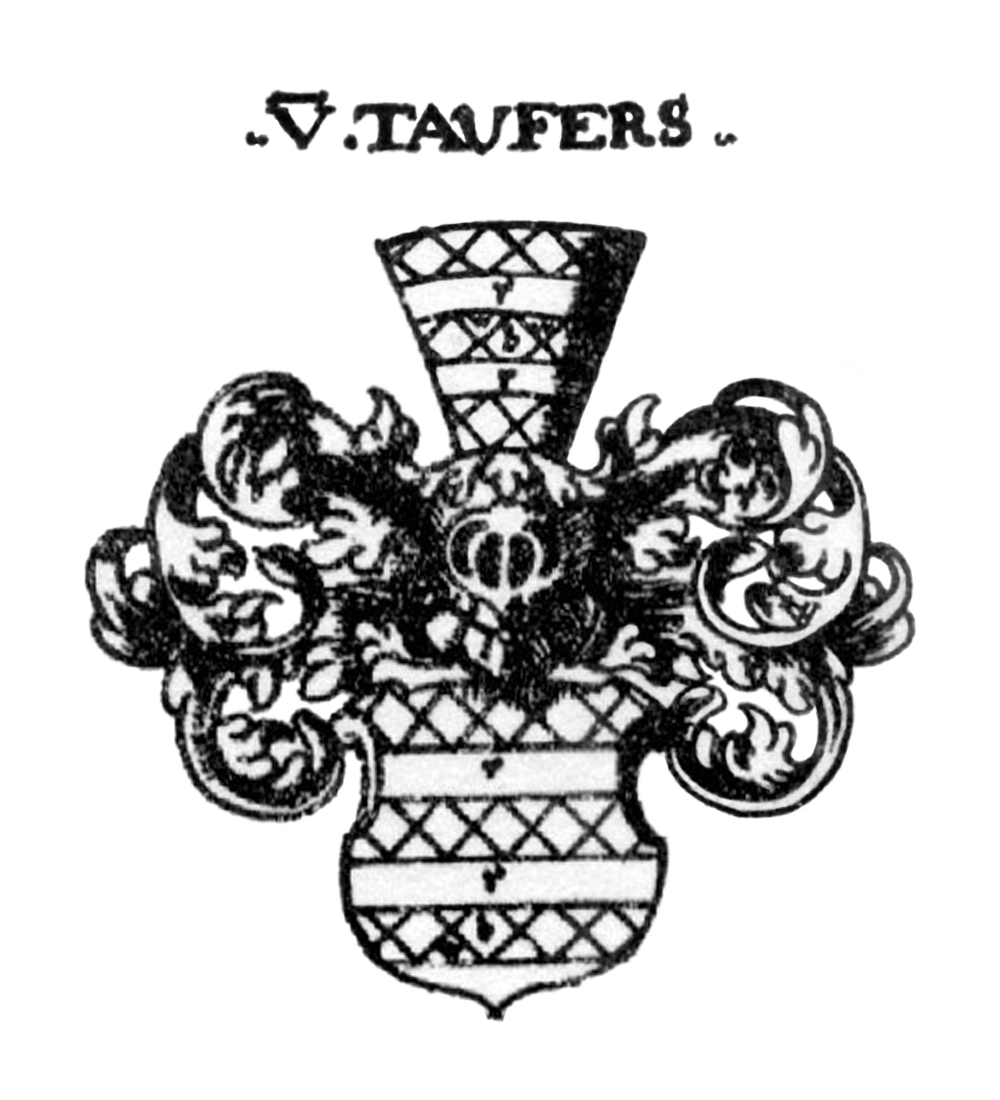
Blasone dei Signori di Taufers

Lo stemma è molto simile a quello gentilizio dei Signori di Taufers, proprietari originari dell'omonimo castello attorno al quale si è poi sviluppato il paese. Lo stemma del comune è stato adottato nel 1967 con delibera della Giunta Regionale nº 1569 del 20 giugno su proposta della commissione araldica dell'associazione per la cura del patrimonio della patria.

## Monumenti e luoghi d'interesse

### Architetture religiose
- Chiesa di Santa Maria Assunta, parrocchiale costruita in stile gotico tra il 1503 e il 1527 su progetto di Valentin Winkler
- Chiesa di Sant'Anna, parrocchiale nella frazione di Acereto
- Chiesa di San Volfango, parrocchiale a Riva di Tures
- Cappella di Santa Valburga, a Caminata - frazione di Campo Tures[13]

### Architetture civili

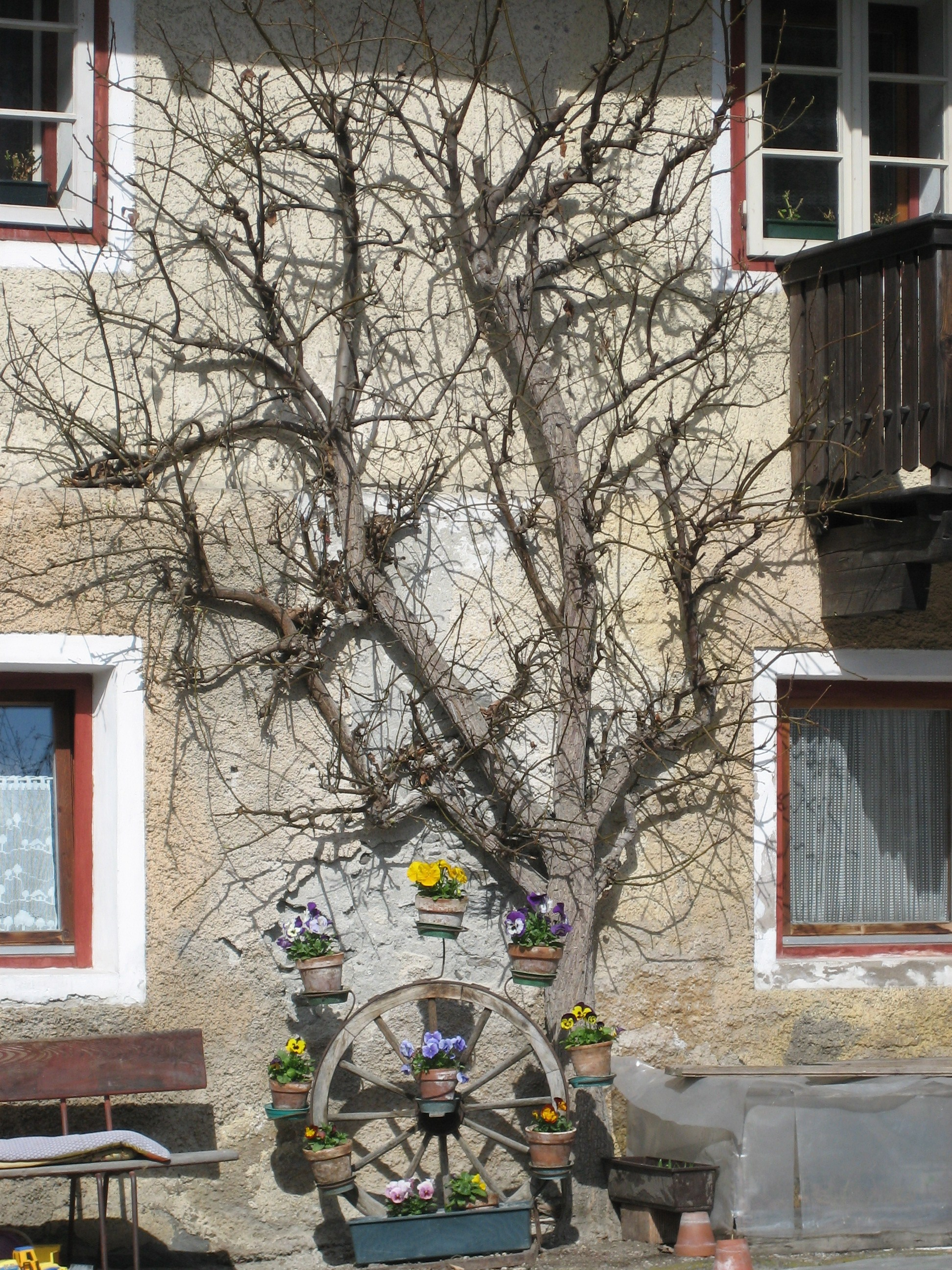
Casa di Campo Tures

Notevole è anche la residenza Neumelans, all'ingresso del paese, una costruzione tardo-rinascimentale del 1582-83, fatta erigere da Hans Fieger che era il giudice minerario della zona, e poi proprietà delle famiglie patrizie degli Zeiller, degli Ottenthal ed infine degli Schober. Dal 1989 è sede della Tauferer Musikwoche, manifestazione biennale di musica classica, ideata dal musicista cosentino Mario Russo e da lui diretta fino al 1993.

### Architetture militari
Presso il paese sorge uno dei più bei castelli dell'arco alpino, il castello di Tures (Burg Taufers), in cui si tengono molte mostre durante tutto l'anno, oltre alle visite guidate al castello. All'interno di esso nel 1972 vi venne girato il film La più bella serata della mia vita di Ettore Scola, protagonista Alberto Sordi, nel 1978 la comedia "Tutto suo padre" con Enrico Montesano, mentre nel 1999 furono girate alcune scene della fiction televisiva Le ali della vita.

### Aree naturali
- Parco naturale Vedrette di Ries-Aurina. Campo Tures è uno dei 6 comuni sui quali si estende il Parco naturale Vedrette di Ries-Aurina.

## Società

### Evoluzione demografica
Abitanti censiti

### Lingue e dialetti
La sua popolazione è per la quasi totalità di madrelingua tedesca:
| %      | Ripartizione linguistica (gruppi principali) |
| ------ | -------------------------------------------- |
| 96,02% | madrelingua tedesca                          |
| 3,63%  | madrelingua italiana                         |
| 0,35%  | madrelingua ladina                           |

## Economia

### Artigianato
Per quanto riguarda l'artigianato, importante e rinomata è la produzione di mobili d'arte e di arredamenti tipici campagnoli.

### Turismo
Grazie all'eccellenza dell'offerta turistica e ambientale, Campo Tures è insignito della Bandiera Arancione del Touring Club Italiano.

## Infrastrutture e trasporti

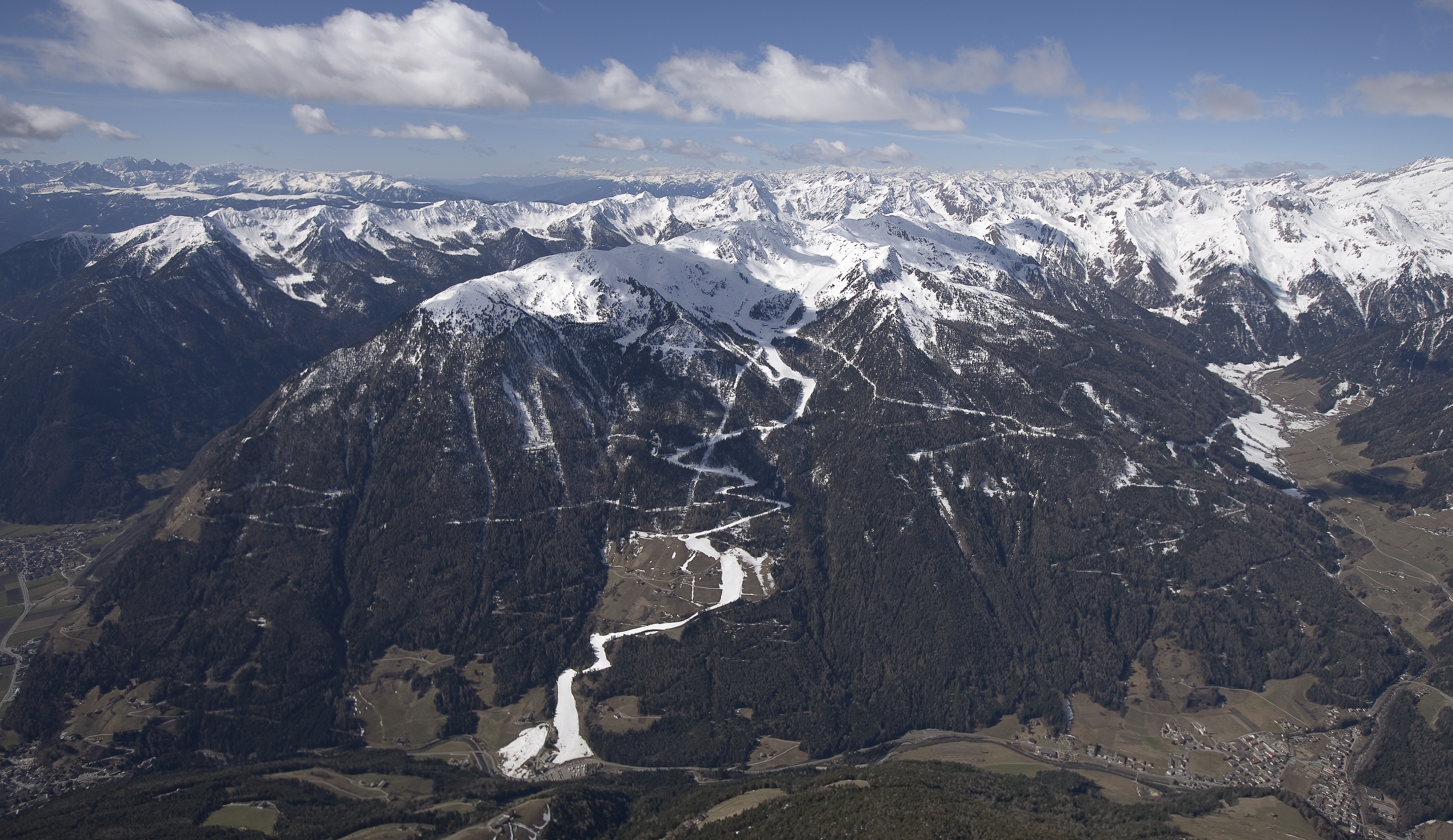
Il centro sciistico Speikboden sul monte Spico

Due chilometri oltre l'abitato di Campo Tures, si trova il centro sciistico Speikboden, che sorge lungo il fianco del monte Spico. Degli impianti di risalita fanno parte due cabinovie da otto posti e tre seggiovie da quattro posti, oltre ad altri piccoli impianti per principianti.
A Campo Tures in via Daimer, nascono le prime case dell'IPES-WOBI, l'Istituto per l’edilizia sociale della Provincia Autonoma di Bolzano, nel 1974.
Presso il paese si trova, dal 2011 il centro balneare Cascade.
La piazza centrale del paese è stata dedicata al noto alpinista Hans Kammerlander.

### Ferrovie
Campo Tures non è servito da linee ferroviarie. La stazione di Campo Tures è stata attiva dal 1908 al 1957, quando era in funzione la Ferrovia Brunico-Campo Tures che collegava il centro a Brunico. In seguito è stata demolita.

## Amministrazione

Gonfalone comunale

| Periodo  | Periodo | Primo cittadino      | Partito              | Carica                    | Note   |
| -------- | ------- | -------------------- | -------------------- | ------------------------- | ------ |
| 1947     | 1949    | Albuin Forer         |                      | Sindaco                   |        |
| 1952     | 1957    | Josef Oberhollenzer  |                      | Sindaco                   |        |
| nel 1964 |         | Josef Eppacher       |                      | Sindaco                   |        |
| 1985     | 1990    | Toni Innerhofer      | SVP                  | Sindaco                   |        |
| 1990     | 1995    | Toni Innerhofer      | SVP                  | Sindaco                   |        |
| 1995     | 2000    | Toni Innerhofer      | SVP                  | Sindaco                   |        |
| 2000     | 2005    | Toni Innerhofer      | SVP                  | Sindaco                   |        |
| 2005     | 2010    | Helmuth Innerbichler | SVP                  | Sindaco                   |        |
| 2010     | 2015    | Helmuth Innerbichler | SVP                  | Sindaco                   |        |
| 2015     | 2020    | Sigfried Steinmair   | SVP                  | Sindaco                   |        |
| 2020     | 2022    | Josef Nöckler        | Bündnis Taufers 2010 | Sindaco                   | [ 22 ] |
| 2022     | 2023    | Alfred Valentin      |                      | Commissario Straordinario |        |
| 2023     |         | Josef Nöckler        | Bündnis Taufers 2010 | Sindaco                   |        |

### Gemellaggi
- Mayrhofen[23]

## Sport
Nel 1989, 1990, 1991, 1992 e 2010 Campo Tures ha accolto il ritiro del U.S. Foggia, allenato da Zdeněk Zeman.
La squadra calcistica locale è il SSV Taufers, mai spintosi oltre le divisioni dilettantistiche locali.

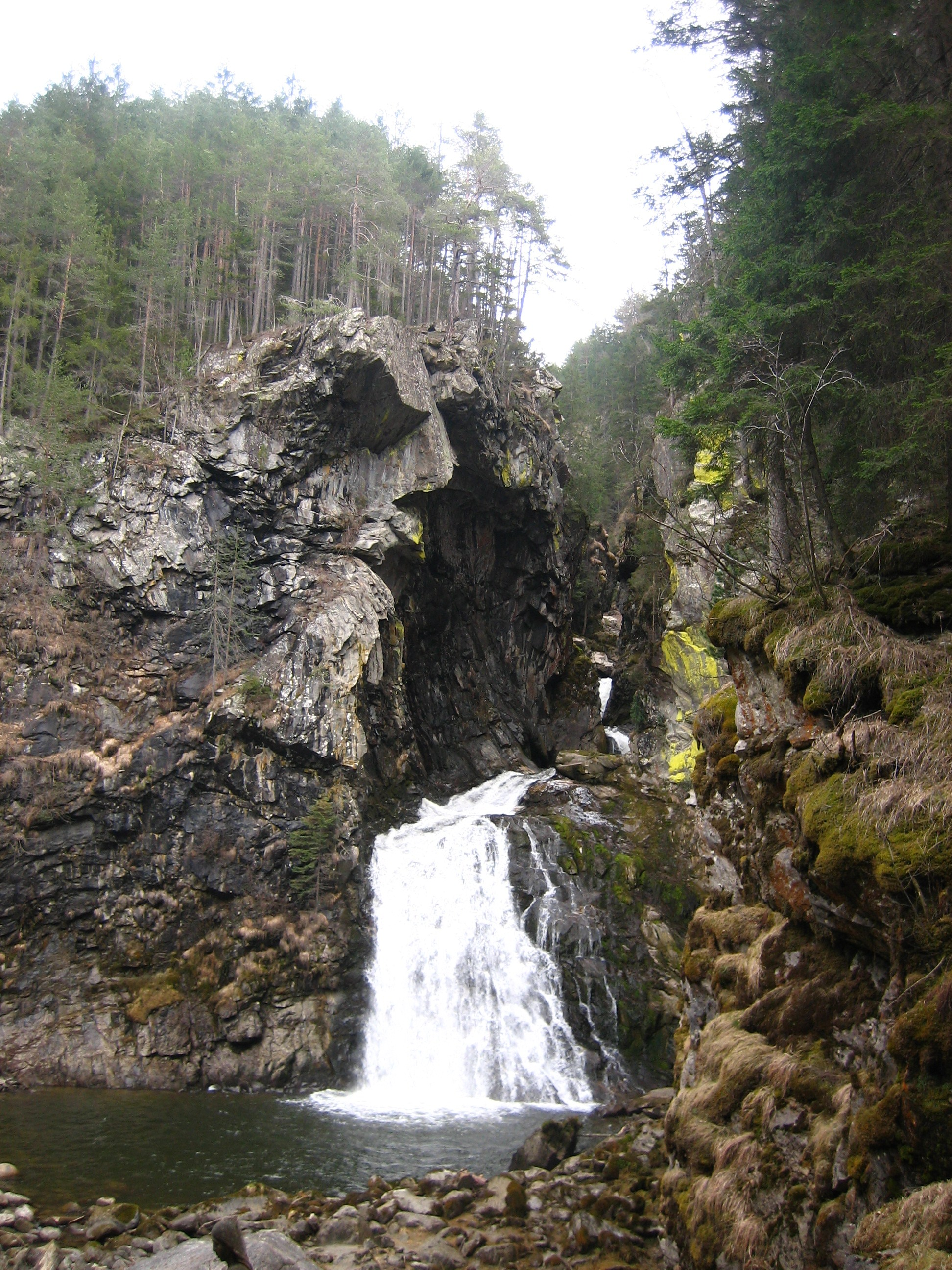
Cascate di Campo Tures

Molto importante è la pallamano, con la squadra locale del SSV Taufers che per diversi anni ha militato in Serie A2 nazionale.

## Altro

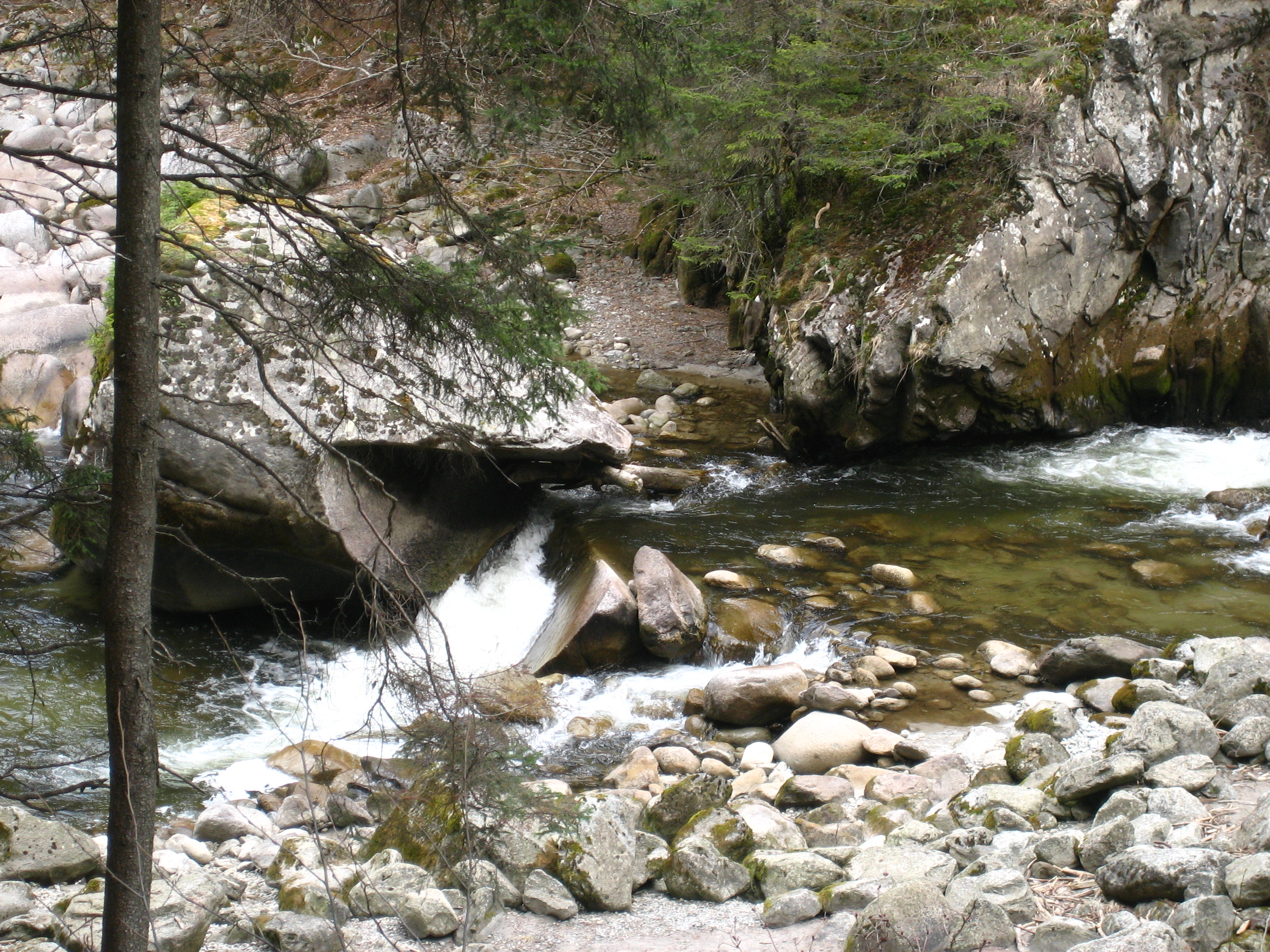
Cascate di Campo Tures

Il comune è conosciuto anche per essere stato l'ambientazione del primo capitolo della fiction in onda su Canale 5 Le ali della vita, con la regia di Stefano Reali.